# جوسيب مارتينيز
جوسيب مارتينيز (بالإسبانية: Josep Martínez)‏ هو لاعب كرة قدم إسباني، ولد في 27 مايو 1998 في جزيرة شقر في إسبانيا. لعب مع نادي لاس بالماس.

## وصلات خارجية
- جوسيب مارتينيز على موقع الاتحاد الأوربي (الإنجليزية)
- جوسيب مارتينيز على موقع إي إس بي إن إف سي (الإنجليزية)
- جوسيب مارتينيز على موقع قاعدة بيانات كرة القدم.إي يو (الإنجليزية)
- جوسيب مارتينيز على موقع ناشيونال فوتبول تيمز (الإنجليزية)
- جوسيب مارتينيز على موقع Soccerbase.com (لاعب) (الإنجليزية)
- جوسيب مارتينيز على موقع Soccerway.com (الإنجليزية)
- جوسيب مارتينيز على موقع عالم كرة القدم.نت (الإنجليزية)